# Eline Arbo
Eline Arbo (Tromsø, 1986) è una regista teatrale e drammaturga norvegese.

## Biografia
Dopo gli studi all'Academie voor Theatre en Dans ha esordito nel 2016 dirigendo un allestimento de I dolori del giovane Werther per Toneelschuur Producties. Attiva prevalentemente in Norvegia e nei Paesi Bassi, si è fatta apprezzare per la sua regia di opere di Henrik Ibsen, tra cui I vichinghi a Helgeland al Nationaltheatret (2018) e Peer Gynt all'Hålogaland Teater della natia Tromsø. Sul finire degli anni 2010 ha diretto anche Maria Stuarda di Friedrich Schiller al Rogaland Teater di Stavanger e Yerma di Federico García Lorca all'Het Nationale Theater dell'Aia.
A partire dagli anni 2020 il suo repertorio si è allontanato dai classici del teatro europeo e Arbo ha cominciato a dirigere adattamenti teatrali di romanzi da lei stessa adattati per le scene. Nel 2020 ha scritto e diretto un adattamento de Il caso Eddy Bellegueule di Édouard Louis per il Theaterfestival, mentre nel 2021 il suo adattamento de Le ore di Michael Cunningham è stato presentato in anteprima mondiale all'Internationaal Theater Amsterdam e poi riproposto al Teatro reale danese nella stagione 2023/24; sempre nel 2021 ha vinto il Premio Mary Dresselhuys. Nel 2023 succede a Ivo van Hove come direttrice artistica dell'Internationaal Theater Amsterdam. Nel 2024 esordisce sulle scene londinesi con il suo adattamento de Gli anni di Annie Ernaux: la pièce viene portata in scena prima all'Almeida Theatre e poi, forte delle recensioni positive, nel più capiente Harold Pinter Theatre. Il dramma vale alla Arbo due candidature al Premio Laurence Olivier, massimo riconoscimento del teatro britannico, e la vittoria della statuetta come miglior regista.